# Volcán Romo
Volcán Romo är en vulkan i Mexiko.   Den ligger i delstaten Sonora, i den nordvästra delen av landet, 2 000 km nordväst om huvudstaden Mexico City. Toppen på Volcán Romo är 430 meter över havet, eller 84 meter över den omgivande terrängen. Bredden vid basen är 1,3 kilometer.
Terrängen runt Volcán Romo är huvudsakligen lite kuperad. Runt Volcán Romo är det mycket glesbefolkat, med 4 invånare per kvadratkilometer. Omgivningarna runt Volcán Romo är i huvudsak ett öppet busklandskap.